# آلان باكر (عالم رياضيات)
آلان باكر (بالإنجليزية: Alan Baker)‏‏ (19 أغسطس 1939 - 4 فبراير 2018) هو عالم رياضيات إنجليزي. عرف أساسا بفضل أعماله على نظرية الأعداد وخصوصاً الطرق المستقاة من نظرية الأعداد المتسامية.

## عمله
عمم باكر مبرهنة غيلفوند-شنايدر، والتي هي بذاتها حلحلة لمعضلة هيلبرت السابعة.